# Ancienne gare de Gennevilliers

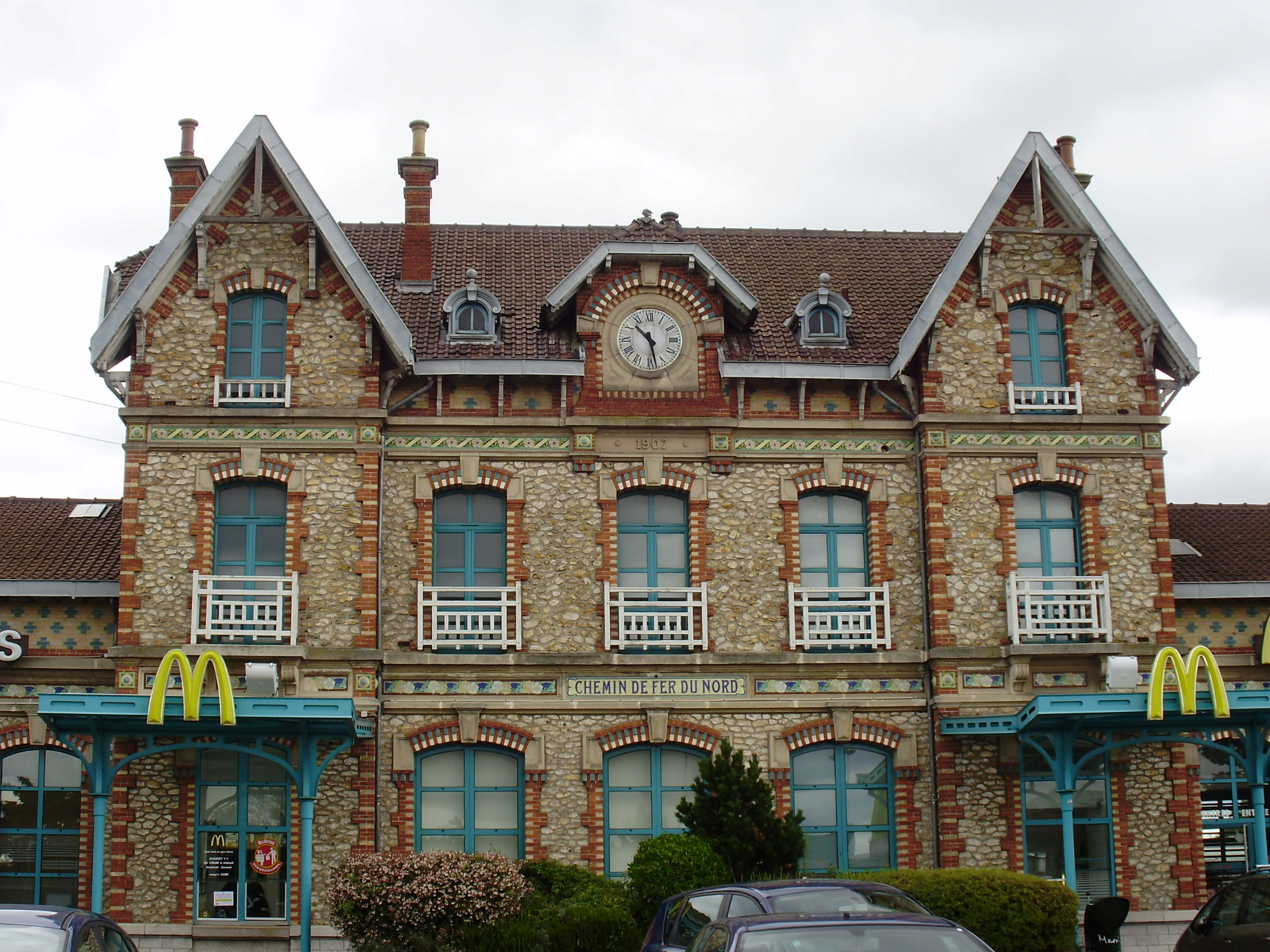
L'ancienne gare de Gennevilliers devenue un restaurant McDonald's.

L'ancienne gare de Gennevilliers est une gare ferroviaire ayant perdu son affectation d'origine. Construite à l'origine comme « station » de la ligne de La Plaine à Ermont - Eaubonne, elle a été abandonnée en 1988 lorsque la gare RER de Gennevilliers, construite 600 m plus au sud, a été mise en service dans le cadre de la réouverture de la ligne Vallée de Montmorency - Invalides.

## Histoire
Construite par décret présidentiel de 1905, l'ancienne gare de Gennevilliers a été inaugurée le 1er juillet 1908. Elle appartient alors à la Compagnie des chemins de fer du Nord. Elle a été construite dans le style architectural dit de la meulière, et le bâtiment compte actuellement deux étages.
En 1994, la ville de Gennevilliers, propriétaire de la gare, l'a louée par bail à la société de restauration rapide McDonald's qui en a fait un de ses restaurants. Il est localement connu sous le surnom de Mc Do gare. En 2012, le parking extérieur de cet établissement a été rénové. L'architecture générale de l'ancienne gare de Gennevilliers a été préservée.